# 波巴·費特之書
《波巴·費特之書》是一部美國科幻網路電視劇，取材自喬治·盧卡斯的《星際大戰》，與《星際大戰》系列電影和電視劇處於同一架空世界和共同世界，並與《亞蘇卡》同為《曼達洛人》的衍生影集。強·法夫洛、戴夫·費羅尼、勞勃·羅里葛茲和凱薩琳·甘迺迪擔當執行製作人。
特穆拉·莫里森回歸出演波巴·費特，溫明娜回歸出演芬妮克·尚德，佩德羅·帕斯卡回歸出演曼達洛人／丁·賈林，三人此前在影集《曼達洛人》中分別出演相應角色。盧卡斯影業正式確定開發影集之前，曾籌劃多個以波巴·費特為主角的電影項目。2020年11月，盧卡斯影業確定開發《曼達洛人》的第一部衍生劇。影集的主體拍攝於2020年11月開機，2021年6月殺青。
《波巴·費特之書》於2021年12月29日在Disney+首播，於2022年2月9日完結，共7集。

## 劇情
在《曼達洛人》第二季中幫助丁·賈林營救出古古之後，賞金獵人波巴·費特繼續踏上冒險之旅。他與同伴芬妮克·尚德聯手企圖接管赫特人賈霸的領地，從而馳名銀河系。

## 演員與角色

### 主演
- 特穆拉·莫里森 飾 波巴·費特（Boba Fett）

惡名昭彰的賞金獵人。莫里森稱影集將探索波巴·費特在1980年電影《星際大戰五部曲：帝國大反擊》和《曼達洛人》第二季之間的經歷。丹尼爾·羅根在2002年電影《星際大戰二部曲：複製人全面進攻》中出演少年波巴·費特的片段出現於影集之中。芬尼根·加雷（Finnegan Garay）出演少年波巴·費特。
- 溫明娜 飾 芬妮克·尚德（Fennec Shand）

菁英僱傭兵殺手，效力於波巴·費特，和他一同行動。
- 佩德羅·帕斯卡 飾 丁·賈林／曼達洛人（Din Djarin / The Mandalorian）

孤獨的槍手和賞金獵人，擁有高超的戰鬥技巧。在《曼達洛人》第二季中，波巴·費特和芬妮克·尚德曾幫助丁·賈林營救出古古。

### 常設聯合主演
- 馬特·貝里（英语：Matt Berry） 飾 ：波巴·費特手下的拷問機器人[10][11]。

- 大衛·帕斯奎西 飾 提列克人（英语：Twi'lek）：塔圖因摩斯艾斯巴（英语：Mos Espa）鎮長默克·謝茲的總管[11][12]。

- 珍妮佛·貝爾 飾 佳莎·弗威（英语：Garsa Fwip）：提列克人，在摩斯艾斯巴鎮上經營名為「庇護所」（The Sanctuary）的酒館[11]。

- 凱里·瓊斯（Carey Jones） 飾 剋桑坦（英语：Krrsantan）：武技族（英语：Wookiee）賞金獵人，曾受僱於賈霸的雙胞胎親族，後受僱於波巴·費特[13]。

- 索菲·撒切爾 飾 卓希（Drash）：一群活躍於塔圖因的半機械人街頭幫派首領，後受僱於波巴·費特[14]。

- 喬丹·博爾格（Jordan Bolger） 飾 斯加德（Skad）：半機械人街頭幫派成員，後受僱於波巴·費特[15]。

### 其他聯合主演
- 斯蒂芬·魯特 飾 洛沙·皮爾（Lortha Peel）：塔圖因工人區的水販。

- 丹尼·崔喬 飾 藍恐獸（英语：Rancor）訓練師[15]

- 「霹靂貓」斯蒂芬·布魯納（英语：Thundercat (musician)） 飾 身體改造師：塔圖因星球上摩斯艾斯里（英语：Mos Eisley）附近的身體改造店店主，用機器零件幫助芬妮克·尚德替換受損的內臟[16]。

- 艾蜜莉·史瓦洛（英语：Emily Swallow） 飾 軍械員：曼達洛部族的女性首領[9]。

- 艾咪·莎德瑞斯（英语：Amy Sedaris） 飾 派麗·莫托：摩斯艾斯里航天港的機械維修師[9][17]。

- 提摩西·奧利芬 飾 柯布·范思（Cobb Vanth）：塔圖因星球上自由鎮（原名為摩斯培爾戈）的執法官[18]。在《曼達洛人》第二季中，他將曼達洛鎧甲經由丁·賈林還給波巴·費特。

- 蘿莎瑞·道森 飾 亞蘇卡·譚諾（Ahsoka Tano）：托古塔人（英语：Togruta），曾是絕地武士安納金·天行者的學徒[18]。

- 科瑞·伯頓（英语：Corey Burton） 聲演 卡德·班恩（英语：Cad Bane）：惡名昭彰的賞金獵人，當前受僱於派克走私犯罪集團。該角色由多利安·金吉（Dorian Kingi）擔當形態演員[18]。

- 馬克·漢米爾 飾 路克·天行者（Luke Skywalker）：絕地大師，安納金·天行者之子[18][a]。

導演勞勃·羅里葛茲客串聲演川多夏人的首領鐸克·史爪西（Dokk Strassi）和摩斯艾斯巴的鎮長依梭利人默克·謝茲（Mok Shaiz），史蒂芬·奧楊擔當鐸克·史爪西的形態演員，約翰·羅森格蘭特（John Rosengrant）擔當默克·謝茲的形態演員。弗蘭克·特里格和科林·海姆斯（Collin Hymes）飾演波巴·費特的兩名蓋摩倫人護衛。在第二集中，卡梅·馬斯特拉普（Camie Marstrap）與「維修工」拉茲·洛內奧茲內爾（Laze "Fixer" Loneozner）出現於錨頭鎮（Anchorhead）郊區的「托西站」（Tosche Station），分別由曼迪·科瓦爾斯基（Mandy Kowalski）和斯凱勒·比博（Skyler Bible）飾演。這兩個角色此前出現於1977年電影《星際大戰四部曲：曙光乍現》的刪減片段之中，他們是路克·天行者的朋友，分別由凱露·史塔克和安東尼·福雷斯特（Anthony Forrest）飾演。李善亨回歸飾演新共和國X翼戰機飛行員卡森·特瓦，節目統籌強·法夫洛回歸聲演曼達洛人帕茲·維茲拉，兩人均在影集《曼達洛人》中出演相應角色。在影集《曼達洛人》中出演路克·天行者的替身演員馬克斯·勞埃德·瓊斯（Max Lloyd Jones）飾演X翼戰機飛行員里德中尉。W·厄爾·布朗回歸出演自由鎮的酒館店主。古古回歸出現於影集之中，他是與尤達同族的綠膚、長耳、僅嬰兒大小的外星人，曾受到丁·賈林的保護，當前接受路克·天行者的訓練。路克·天行者的機器人R2-D2也出現於影集之中。
山繆·維特威以未署名的形式客串聲演俘虜羅迪亞人，他此前在《星際大戰》系列作品中聲演達斯·魔。為《星際大戰》多部作品配音的史蒂芬·史坦頓以未署名的形式客串聲演一名派克走私犯。菲爾·拉馬爾聲演派克集團的首領。威爾·科比客串飾演出現在「庇護所」酒館中賞金獵人。

## 集數
| 集數 | 標題 | 譯名                   | 導演               | 編劇                   | 上線日期       |
| --- | ---- | ---------------------- | ------------------ | ---------------------- | -------------- |
| 1 |      | 第一章：異地異客       | 勞勃·羅里葛茲      | 強·法夫洛              | 2021年12月29日 |
| 在閃回情節中，波巴·費特從巨蟲沙拉克口中逃脫。他的曼達洛鎧甲和頭盔被賈瓦人偷走，身受重傷的費特昏倒在塔圖因的沙漠之中。隨後，費特被塔斯肯襲擊者俘虜，囚禁於塔斯肯的營地。費特與另一名俘虜羅迪亞人被迫在沙漠中尋找含水的莢果黑瓜。躲藏在沙漠之下的巨大怪物突然出現，殺死羅迪亞人。費特殺死怪物，救下看守自己的塔斯肯人。費特帶著怪物的頭顱回到塔斯肯的營地，塔斯肯的首領開始友善對待費特。五年之後，費特和芬妮克·尚德在塔圖因聯手接管了赫特人賈霸的犯罪帝國以及宮殿，費特自封為大名主(Diamyo)。兩人接收了屬下領主帶來的朝貢品，離開佳莎·弗威在摩斯艾斯巴經營的酒館「庇護所」，途中遭遇數名刺客伏擊。費特與尚德在蓋摩倫人護衛的幫助下逃脫圍攻，尚德生擒一名刺客。負傷的費特被護衛送回生元艙休養。 |      |                        |                    |                        |                |
| 2 |      | 第二章：塔圖因部族     | 史蒂芙·格林        | 強·法夫洛              | 2022年1月5日   |
| 費特與尚德審問抓獲的刺客，得知他的雇主為摩斯艾斯巴鎮長默克·謝茲。兩人與謝茲當面對質。謝茲否認此事，向費特提供抓獲刺客的酬金，並建議他們前去庇護所酒館尋找答案。酒館經營者弗威告訴費特，赫特人賈霸的兩名親族，一對雙胞胎，聲稱擁有賈霸王位的繼承權。這對雙胞胎帶著武技族賞金獵人剋桑坦來到酒館門前與費特交涉，費特拒絕拱手讓出王位。在閃回情節中，塔斯肯人開始教導費特戰鬥技巧以及在沙漠中的生存要訣。運送香料的列車途徑沙漠，車上的押送者派克走私犯罪集團（Pyke Syndicate）擔心被搶劫，主動襲擊附近的塔斯肯部族。費特從附近的幫派成員手中奪下數輛飛行摩托，教會塔斯肯人如何駕駛飛行摩托。費特與塔斯肯人合力逼停列車，警告倖存的派克集團成員，此後需要支付通行費方能經過塔斯肯人的沙漠領地。完成一系列的儀式之後，費特正式成為塔斯肯部族的一員。 |      |                        |                    |                        |                |
| 3 |      | 第三章：摩斯艾斯巴街頭 | 勞勃·羅里葛茲      | 強·法夫洛              | 2022年1月12日  |
| 費特需要籌劃如何統治赫特人賈霸留下的犯罪帝國。塔圖因工人區的一名水販洛沙·皮爾向費特求救，希望費特懲罰偷水的街頭青年幫派。這些青年為獲得更大的殺傷力，用機器人零件改裝身體，成為半機械人。費特與幾名青年交談之後，發現他們無法找到工作，迫於生計才去偷水。費特招募他們成為自己的手下，充當執法者。當晚，武技族賞金獵人剋桑坦潛入費特的宮殿，企圖刺殺費特。眾人聯手擊敗剋桑坦，尚德將剋桑坦關進地牢。賈霸的雙胞胎親族主動前來示好，表示兩人此前遭受默克·謝茲的矇騙，承諾立即離開塔圖因星球，返回母星納爾赫塔。他們警告費特，需要提防派克犯罪集團。雙胞胎還送給費特一隻藍恐獸作為補償。雙胞胎無意再僱用剋桑坦，費特隨後釋放了他。費特與尚德帶著半機械人青年護衛前去質詢鎮長默克·謝茲，發現對方早已逃走。半機械人青年護衛合力抓獲試圖逃走的鎮長主管，他透露鎮長正在秘密與派克犯罪集團合作。費特得知更多的派克集團成員已經暗中抵達摩斯艾斯巴，開始準備作戰。在閃回情節中，費特離開塔斯肯部族，獨自向派克犯罪集團首領索要通行費。費特回到營地，發現塔斯肯部族被飛行摩托幫屠戮殆盡。                                                                |      |                        |                    |                        |                |
| 4 |      | 第四章：風起雲湧       | 凱文·譚雀羅安      | 強·法夫洛              | 2022年1月19日  |
| 在閃回情節中，費特在塔圖因沙漠中救下腹部中槍、奄奄一息的芬妮克·尚德，將她帶至摩斯艾斯里附近的身體改造店。店主用機器零件替換尚德受損的內臟。尚德康復以後，幫助費特從賈霸的宮殿中找回炎霧砲艇「奴隸一號」。費特對尚德稱她已經償還救命之恩，但是尚德決定繼續與費特合作。費特駕駛飛船全數擊殺飛行摩托幫，為塔斯肯部族復仇。為尋找丟失的曼達洛鎧甲和頭盔，費特回到曾經墜落進巨蟲沙拉克之口的位置。費特誤以為鎧甲和頭盔仍在沙拉克體內，獨身進去尋找，一無所獲。他的身體被沙拉克分泌出的強酸腐蝕。當前，失業的剋桑坦大鬧佳莎·弗威的酒館，隨後被費特僱用。費特與盤踞在塔圖因的各方勢力談判，要求他們在費特與派克集團的戰爭中保持中立，得到肯定的答復。費特稱需要更多的援手應對強敵，尚德對他暗示向曼達洛人／丁·賈林尋求幫助。 |      |                        |                    |                        |                |
| 5 |      | 第五章：曼達洛人回歸   | 布萊絲·達拉斯·霍華 | 強·法夫洛              | 2022年1月26日  |
| 丁·賈林接到一單生意，目標為一名屠夫首領。他在戰鬥期間不慎被自己手持的暗劍擊傷，最終仍順利完成任務。丁·賈林回到曼達洛人的藏身地點，軍械員向他講述了與暗劍有關的歷史以及銀河帝國摧毀曼達洛星球及其部族的經過。另一名曼達洛人帕茲·維茲拉為得到暗劍選擇與丁·賈林決鬥，最終落敗。由於丁·賈林曾在他人面前摘下過頭盔，他為了救贖前愆，前往塔圖因。丁·賈林在摩斯艾斯里找到老友派麗·莫托。由於丁·賈林的飛船「刀鋒之巔」已經被摧毀，莫托為他準備了一架尚未組裝完成的N-1星際戰機。丁·賈林和莫托合力修復戰機。丁·賈林在駕駛戰機試飛期間逃脫新共和國兩架X翼戰機的盤查。回到莫托的維修工廠，丁·賈林與芬妮克·尚德重逢。尚德邀請他支援費特。丁·賈林無償答應尚德的請求，但是他需要先去看望古古。 |      |                        |                    |                        |                |
| 6 |      | 第六章：生人自沙漠來   | 戴夫·費羅尼        | 強·法夫洛＆戴夫·費羅尼 | 2022年2月2日   |
| 在塔圖因星球上的自由鎮（原名為摩斯培爾戈，），執法官柯布·范思趕走一隊走私香料的派克集團成員。丁·賈林駕駛戰機來到一個森林星球，先後與R2-D2和亞蘇卡·譚諾會面。亞蘇卡告誡丁·賈林，他若與古古見面，將會干擾他的訓練。丁·賈林請亞蘇卡將一件由曼達洛鐵製成的鎖子甲轉送給古古，隨後返回塔圖因。絕地大師路克·天行者開始訓練古古使用原力，並幫助他回憶起在科洛桑的絕地聖殿中的遭遇。古古當時在第66號密令期間目睹多名絕地學徒被銀河帝國的風暴兵殺害。丁·賈林來到費特的宮殿。費特認為當前的人力仍然無法對抗派克集團。丁·賈林因此來到自由鎮，希望聯合范思及其手下的民兵。丁·賈林離開之後，派克集團僱傭的賞金獵人卡德·班恩來到自由鎮，強迫范思在即將到來的戰爭之中保持中立。范思沒有屈服於班恩的威脅，班恩開槍射中范思及其助手。兩名派克集團成員炸毀了摩斯艾斯巴鎮上的「庇護所」酒館。路克·天行者要求古古在丁·賈林的鎖子甲禮物和尤達留下的光劍兩者之間做出選擇。 |      |                        |                    |                        |                |
| 7 |      | 第七章：以榮譽之名     | 勞勃·羅里葛茲      | 強·法夫洛              | 2022年2月9日   |
| 古古選擇了丁·賈林贈送的鎖子甲，因此被R2-D2送至摩斯艾斯里的航天港。派麗·莫托很高興能夠再次見到古古。班恩率領大批派克集團成員在「庇護所」酒館廢墟外與費特、尚德以及丁·賈林談判。班恩還向費特透露是派克集團屠殺了塔斯肯部族，並栽贓給飛行摩托幫。塔圖因的其他犯罪集團背叛費特，同時向費特的部下發動襲擊。費特和丁·賈林趁著默克·謝茲的總管與派克集團談判之際，發動偷襲。兩人逐漸寡不敵眾，自由鎮的民兵趕到參戰。眾人擊退派克集團的進攻之後，遭受兩個龐大蠍形殲滅者機器人的火力攻擊。派麗·莫托帶著古古見到戰場上的丁·賈林。費特控制藍恐獸對戰蠍形機器人，丁·賈林攻進機器人的防護罩內。在古古使用原力的幫助下，眾人合力擊敗蠍形機器人。班恩用火驅趕走藍恐獸，與費特一對一決鬥。班恩用槍擊倒費特，但是費特使用塔斯肯部族贈送的加菲棒刺死班恩。古古再次使用原力安撫被惹怒的藍恐獸。與此同時，尚德潛入位於摩斯艾斯里的派克集團據點，殺死派克集團首領、默克·謝茲以及其他犯罪頭目。費特與尚德獲得摩斯艾斯巴民眾的尊重。丁·賈林帶著古古駕駛N-1星際戰機離開塔圖因。此後，身受重傷的范思在費特的生元艙中修養，曾醫治好尚德的身體改造店店主在傍邊照顧范思。 |      |                        |                    |                        |                |

## 製作

### 背景

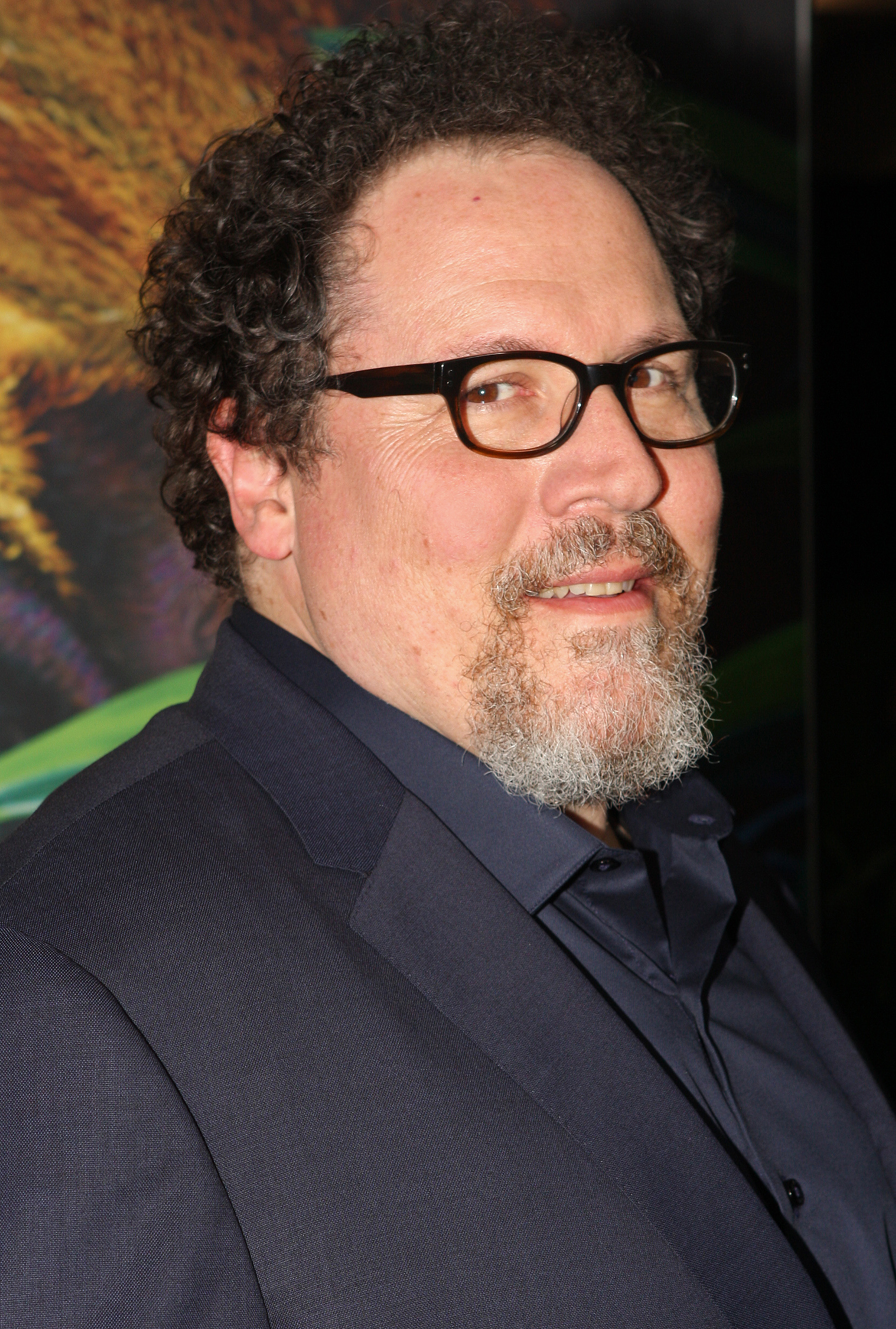
影集開創者兼編劇強·法夫洛

2013年2月，迪士尼首席執行官羅伯特·艾格宣佈以《星際大戰》中的多個角色為主角分別開發衍生電影，其中包括賞金獵人波巴·費特，計劃由賽門·金柏格擔當編劇，故事時間設定於《星際大戰四部曲：曙光乍現》與《星際大戰五部曲：帝國大反擊》之間，或《星際大戰五部曲：帝國大反擊》與《星際大戰六部曲：絕地大反攻》之間，並將在影片中探索其他賞金獵人。2014年初，編劇賽門·金柏格與喬許·特蘭克接觸，特蘭克把以波巴·費特為主角的電影提案送交給盧卡斯影業。6月，喬許·特蘭克確定執導這部電影。2015年4月，特蘭克在星戰慶典上釋出前導預告短片。由於特蘭克在2015年電影《驚奇4超人》的製作過程中存在與影片監製缺乏溝通等諸多問題，隨後他於2015年5月正式離開《星際大戰》這個項目。2017年8月，報道稱這個項目仍在開發之中。2018年5月，詹姆斯·曼高德接手這個項目，將擔當導演並撰寫劇本，賽門·金柏格擔當監製兼聯合編劇。10月，迪士尼宣佈放棄這個項目，將創作重心轉移至為串流媒體平台Disney+開發的電視劇《曼達洛人》。
2020年2月，羅伯特·艾格透露正在籌劃開發《曼達洛人》的衍生作品。2020年5月，特穆拉·莫里森確定在《曼達洛人》第二季中回歸出演波巴·費特。特穆拉·莫里森在2002年電影《星際大戰二部曲：複製人全面進攻》中飾演波巴·費特的父親強格·費特，並在《星際大戰》相關媒體中為波巴·費特配音。在特穆拉·莫里森確定參演《曼達洛人》之前，該角色客串出現於《曼達洛人》第一季〈第五章：槍手〉之中，由替身演員飾演，在該集中未透露角色的具體身份，同時溫明娜飾演的芬妮克·尚德首次出現於該集之中。特穆拉·莫里森在《曼達洛人》第二季首播集〈第九章：執法官〉的片尾短暫現身，在〈第十四章：悲劇〉中正式出場。

### 開發
2020年11月，《好萊塢新聞前線》報道稱以波巴·費特為主角的迷你影集將於2020年年底開拍，先於《曼達洛人》第三季。12月10日，盧卡斯影業總裁凱薩琳·甘迺迪在迪士尼投資人會議上公佈將開發製作《曼達洛人》的衍生影集《新共和國遊騎兵》和《亞蘇卡》，並稱這兩部影集與《曼達洛人》存在內在聯繫，最終共同形成整個故事的高潮和結局。她沒有在當天公佈盧卡斯影業將開發製作以波巴·費特為主角的迷你影集，僅透露《曼達洛人》的「下一章」將於2021年12月首播。
12月18日，《曼達洛人》第二季最終集〈第十六章：營救〉包含「片尾彩蛋」，透露《波巴·費特之書》定於2021年12月首播。部分影評人誤認為這是《曼達洛人》第三季的副標題，波巴·費特接替丁·賈林成為第三季的主角。《曼達洛人》的開創者兼節目統籌強·法夫洛稍後澄清《波巴·費特之書》不是《曼達洛人》第三季，它類似於《新共和國遊騎兵》和《亞蘇卡》，同為《曼達洛人》的衍生影集。法夫洛表示為避免提前劇透〈第十六章：營救〉的片尾彩蛋，凱斯琳·甘迺迪未在迪士尼投資人會議上公佈這部影集。強·法夫洛、戴夫·費羅尼與勞勃·羅里葛茲擔當執行製片人。勞勃·羅里葛茲執導其中數集。類似於其他的衍生影集，《波巴·費特之書》的故事發生時間與《曼達洛人》同步，可以看作是《曼達洛人》的第2.5季。影集共7集。

### 選角
2020年12月，隨著影集正式確定開發製作並開機拍攝，特穆拉·莫里森確定回歸出演標題角色波巴·費特，溫明娜確定回歸出演芬妮克·尚德。在影集製作之前，溫明娜誤認為她將參演《曼達洛人》第三季。《曼達洛人》中其他角色將出現於影集之中。2021年11月，珍妮佛·貝爾確定出演一名提列克人。

### 拍攝
影集的主體拍攝於2020年11月開機。強·法夫洛稱計劃完成《波巴·費特之書》的製作之後，再開啟《曼達洛人》第三季的拍攝作業。《波巴·費特之書》拍攝時採用與《曼達洛人》同樣的視訊牆技術。片場遵循2019冠狀病毒病疫情期間的防疫規定，工作組人員佩戴口罩，每個三天進行一次新冠病毒快速篩檢，每週完成一次常規的病毒檢測。拍攝作業進行兩週之後，演職人員才得知製作的項目是《波巴·費特之書》，而非《曼達洛人》第三季。勞勃·羅里葛茲執導其中數集。導演還包括布萊絲·達拉斯·霍華、戴夫·費羅尼、史蒂芙·格林和凱文·譚雀羅安。迪恩·康得利擔當攝影指導。拍攝作業於2021年6月8日殺青。盧卡斯影業隨後使用製作組在洛杉磯的片場開機拍攝《歐比王·肯諾比》。

### 特效
盧卡斯影業的子公司光影魔幻工業負責影集的後期特效製作。

## 音樂
2021年9月，魯德溫·葛瑞森確定參與創作影集的原聲音樂，他此前為《曼達洛人》作曲。魯德溫·葛瑞森創作了影集主題曲，約瑟夫·謝利（Joseph Shirley）為影集作曲。影集主題曲由華特迪士尼唱片於2021年12月28日發行。約瑟夫·謝利作曲的影集音樂原聲帶分為兩輯。包括前四集音樂的第一輯於2022年1月21日發售，包括後三集音樂的第二輯於2022年2月11日發售。
| 《波巴·費特之書》：第一輯（第1-4集）原聲帶 | 《波巴·費特之書》：第一輯（第1-4集）原聲帶 | 《波巴·費特之書》：第一輯（第1-4集）原聲帶 | 《波巴·費特之書》：第一輯（第1-4集）原聲帶 |
| 曲序                                       | 曲目                                       | 作曲                                       | 时长                                       |
| ------------------------------------------ | ------------------------------------------ | ------------------------------------------ | ------------------------------------------ |
| 1.                                         |                                            |                                            | 3:16                                       |
| 2.                                         |                                            |                                            | 3:01                                       |
| 3.                                         |                                            |                                            | 2:41                                       |
| 4.                                         |                                            |                                            | 3:48                                       |
| 5.                                         |                                            |                                            | 3:00                                       |
| 6.                                         |                                            |                                            | 3:45                                       |
| 7.                                         |                                            |                                            | 4:37                                       |
| 8.                                         |                                            |                                            | 4:06                                       |
| 9.                                         |                                            |                                            | 2:02                                       |
| 10.                                        |                                            |                                            | 5:07                                       |
| 11.                                        |                                            |                                            | 6:12                                       |
| 12.                                        |                                            |                                            | 4:56                                       |
| 13.                                        |                                            |                                            | 3:04                                       |
| 14.                                        |                                            |                                            | 2:08                                       |
| 15.                                        |                                            |                                            | 5:34                                       |
| 16.                                        |                                            |                                            | 5:33                                       |
| 17.                                        |                                            | 魯德溫·葛瑞森                              | 2:55                                       |
| 总时长：                                   | 总时长：                                   | 总时长：                                   | 65:45                                      |

| 《波巴·費特之書》：第二輯（第5-7集）原聲帶 | 《波巴·費特之書》：第二輯（第5-7集）原聲帶 | 《波巴·費特之書》：第二輯（第5-7集）原聲帶 |
| 曲序                                       | 曲目                                       | 时长                                       |
| ------------------------------------------ | ------------------------------------------ | ------------------------------------------ |
| 1.                                         |                                            | 3:19                                       |
| 2.                                         |                                            | 3:12                                       |
| 3.                                         |                                            | 4:58                                       |
| 4.                                         |                                            | 1:20                                       |
| 5.                                         |                                            | 3:47                                       |
| 6.                                         |                                            | 3:56                                       |
| 7.                                         |                                            | 2:46                                       |
| 8.                                         |                                            | 6:25                                       |
| 9.                                         |                                            | 2:19                                       |
| 10.                                        |                                            | 2:50                                       |
| 11.                                        |                                            | 3:24                                       |
| 12.                                        |                                            | 2:30                                       |
| 13.                                        |                                            | 6:46                                       |
| 14.                                        |                                            | 4:13                                       |
| 15.                                        |                                            | 2:32                                       |
| 16.                                        |                                            | 2:21                                       |
| 17.                                        |                                            | 1:21                                       |
| 18.                                        |                                            | 2:01                                       |
| 19.                                        |                                            | 6:15                                       |
| 20.                                        |                                            | 1:41                                       |
| 总时长：                                   | 总时长：                                   | 67:56                                      |

## 市場營銷
2021年11月1日，迪士尼釋出影集的官方預告片。

## 發行
《波巴·費特之書》於2021年12月29日在Disney+開播，2022年2月9日完結，共7集。

## 迴響

### 觀眾收視
截止至上線之後的首週末，共有170萬家戶觀賞《波巴·費特之書》首播集，超過漫威電影宇宙電視劇《鷹眼》的首播集收視（150萬）。

### 評價
| 季數 | 季數 | 爛番茄         | Metacritic     |
| ---- | ---- | -------------- | -------------- |
|      | 1    | 86%（8篇評論） | 59（16篇評論） |

| 《{{{title}}}》（2021年）：烂番茄追踪到的所有评论家的评论中，正面评论占比 |                                                              |
|                                                                           | 由于已知的技术原因，图表暂时不可用。带来不便，我们深表歉意。 |

根据評論匯總网站爛番茄汇总的8篇评论文章，86%的评论家给予该作正面评价，平均打分为7.05分（满分10分）。《波巴·費特之書》在Metacritic網站上獲得了「混合或中等評價」，59/100分（16位影評人）。

## 相關媒體

### 紀錄片特輯
2021年11月12日，在影集開播之前，Disney+釋出紀錄片特輯《頭盔之下：波巴·費特的遺產》（Under the Helmet: The Legacy of Boba Fett），布拉德福德·巴魯（Bradford Burah）和布萊恩·關（Brian Kwan）擔當導演，芮芭·布爾擔當旁白解說，包括製作人喬治·盧卡斯、戴夫·費羅尼和凱薩琳·甘迺迪以及主演傑里米·布洛奇和特穆拉·莫里森等主創人員參演特輯，講述賞金獵人波巴·費特的創作幕後以及該角色的起源和傳奇故事。

## 備註
1. ↑  與影集《曼達洛人》中的製作方法相同，馬克·漢米爾回歸出演年輕時期的路克·天行者，製作組採用電腦成像減齡技術（英语：De-aging in film）完成後期製作，並使用動作捕捉技術完成替身演員的數位動畫處理，格雷厄姆·漢密爾頓擔當馬克·漢米爾的片場替身演員[19]。
2. ↑  參見1983年電影《星際大戰六部曲：絕地大反攻》。
3. ↑  2019年開播影集《曼達洛人》中的事件，包括波巴·費特接管了赫特人賈霸（英语：Jabba the Hutt）的犯罪帝國，發生於1983年電影《星際大戰六部曲：絕地大反攻》事件的五年之後，電影中波巴·費特落入巨蟲沙拉克（英语：Sarlacc）之口[33]。
4. 1 2  參見2020年影集《曼達洛人》第二季季終集〈第十六章：營救〉。
5. ↑  參見2019年影集《曼達洛人》第一季第五集〈第五章：槍手〉。
6. ↑  參見2020年影集《曼達洛人》第二季第六集〈第十四章：悲劇〉。

## 資料來源
1. Disney+原創 《波巴費特之書》精彩30秒搶先看! 原創影集12月29日登場……. Disney+於Facebook. 2021-11-30 [2021-11-30] （繁體中文）.
2. 【星戰迷好消息✨】星球大戰《波巴費特之書》(The Book of Boba Fett) 即將登場……. Disney+於Facebook. 2021-10-13 [2021-10-28] （繁體中文）.
3. ↑  . StarWars.com. 2020-12-21  [2020-12-22]. （原始内容存档于2020-12-21） （美国英语）.
4. 1 2  Cordero, Rosy. . Deadline Hollywood. 2021-11-01  [2021-11-01]. （原始内容存档于2021-11-01） （美国英语）.
5. 1 2 3 4 5 6 7 8 9  Mitovitch, Matt. . TVLine. 2020-12-21  [2020-12-21]. （原始内容存档于2020-12-21） （美国英语）.
6. 1 2 3  Meares, Joel. . Rotten Tomatoes. 2021-06-10  [2021-06-12]. （原始内容存档于2021-06-10） （美国英语）.
7. ↑  Mathai, Jeremy. . /Film. 2021-12-29  [2021-12-29]. （原始内容存档于2021-12-29） （美国英语）.
8. ↑  Bentz, Adam. . Screen Rant. 2022-01-18  [2022-01-18]. （原始内容存档于2022-01-19） （美国英语）.
9. 1 2 3 4  Young, Bryan. . /Film. 2022-01-26  [2022-01-26]. （原始内容存档于2022-01-26） （美国英语）.
10. ↑  Britt, Ryan. . Inverse. 2021-12-29  [2021-12-29]. （原始内容存档于2021-12-29） （美国英语）.
11. 1 2 3  Knight, Lewis. . Radio Times. 2021-12-29  [2021-12-29]. （原始内容存档于2021-12-29） （美国英语）.
12. ↑  Pasquesi, David [@DPasquesi].  (推文). 2021-12-20  [2021-12-23]. （原始内容存档于2021-12-20） –Twitter （美国英语）.
13. ↑  Martin, Annie. . United Press International. 2022-01-10  [2022-01-10]. （原始内容存档于2022-01-10） （美国英语）.
14. ↑  Noah Dominguez. . 漫画书资源网. 2021-12-25  [2021-12-25]. （原始内容存档于2021-12-26） （美国英语）.
15. 1 2  Lovitt, Maggie. . Collider. 2022-01-12  [2022-01-13]. （原始内容存档于2022-01-13） （美国英语）.
16. ↑  O'Keefe, Meghan. . Decider. 2022-01-19  [2022-01-19]. （原始内容存档于2022-01-19） （美国英语）.
17. ↑  Chapman, Tom. . Digital Spy. 2022-01-13  [2022-01-13]. （原始内容存档于2022-01-14） （美国英语）.
18. 1 2 3 4 5  Hunt, James. . Screen Rant. 2022-02-02  [2022-02-02]. （原始内容存档于2022-02-02） （美国英语）.
19. ↑  Langmann, Brady. . Esquire. 2022-02-03  [2022-02-09]. （原始内容存档于2022-02-08） （美国英语）.
20. ↑  Kinsey, Forest. . Screen Rant. 2021-12-29  [2021-12-29]. （原始内容存档于2021-12-29） （美国英语）.
21. ↑  Schaefer, Sandy. . SlashFilm. 2022-01-05  [2022-01-06]. （原始内容存档于2022-01-05） （美国英语）.
22. ↑  Silverio, Ben F. . Slash Film. 2021-12-29  [2021-12-30]. （原始内容存档于2021-12-30） （美国英语）.
23. ↑  Jacobs, Eammon. . Looper. 2022-01-12  [2022-01-19]. （原始内容存档于2022-10-26） （美国英语）.
24. ↑  Kinsey, Forest. . Screen Rant. 2022-01-26  [2022-01-31]. （原始内容存档于2021-12-29） （美国英语）.
25. ↑  Anderton, Ethan. . /Film. 2022-01-05  [2022-01-06]. （原始内容存档于2022-01-05） （美国英语）.
26. ↑  Johnson, Jim. . Comic Book Resources. 2022-01-27  [2022-02-01]. （原始内容存档于2022-01-30） （美国英语）.
27. ↑  Young, Bryan. . /Film. 2022-02-02  [2022-02-02]. （原始内容存档于2022-02-02） （美国英语）.
28. ↑  Vandervoort, Oliver. . GamerRant. 2022-02-03  [2022-02-09]. （原始内容存档于2022-02-04） （美国英语）.
29. ↑  Wasserman, Ben. . Comic Book Resources. 2021-12-30  [2022-01-06]. （原始内容存档于2021-12-30） （美国英语）.
30. ↑  Stanton, Stephen [@Stephen_Stanton].  (推文). 2022-01-08  [2022-01-11]. （原始内容存档于2022-01-08） –Twitter （美国英语）.
31. ↑  Young, Bryan. . /Film. 2022-01-12  [2022-01-13]. （原始内容存档于2022-01-14） （美国英语）.
32. ↑  Schonberger, Rachel. . Entertainment Weekly. 2022-01-22  [2022-01-31]. （原始内容存档于2022-01-22） （美国英语）.
33. ↑  . StarWars.com. Lucasfilm. 2019-04-14  [2022-01-08]. （原始内容存档于2019-04-15） （美国英语）.
34. ↑  Breznican, Anthony. . Entertainment Weekly. 2013-02-06  [2020-12-19]. （原始内容存档于2020-12-15） （美国英语）.
35. 1 2  Breznican, Anthony. . Entertainment Weekly. 2018-10-26  [2020-12-19]. （原始内容存档于2020-06-04） （美国英语）.
36. 1 2  Patches, Matt. . Polygon. 2020-05-05  [2020-12-19]. （原始内容存档于2020-12-05） （美国英语）.
37. ↑  Ford, Rebecca. . The Hollywood Reporter. 2014-06-04  [2020-12-19]. （原始内容存档于2019-07-07） （美国英语）.
38. ↑  Breznican, Anthony. . Entertainment Weekly. 2016-11-22  [2020-12-19]. （原始内容存档于2020-11-08） （美国英语）.
39. ↑  Oldham, Stuart. . Variety. 2015-05-01  [2020-12-19]. （原始内容存档于2020-07-22） （美国英语）.
40. ↑  Kit, Borys. . The Hollywood Reporter. 2017-08-17  [2020-12-19]. （原始内容存档于2020-12-09） （美国英语）.
41. ↑  Kit, Borys. . The Hollywood Reporter. 2018-05-24  [2020-12-19]. （原始内容存档于2020-12-12） （美国英语）.
42. ↑  D'Alessandro, Anthony. . Deadline Hollywood. 2018-10-26  [2020-12-19]. （原始内容存档于2020-12-18） （美国英语）.
43. ↑  Couch, Aaron. . The Hollywood Reporter. 2020-02-04  [2020-02-04]. （原始内容存档于2020-02-04） （美国英语）.
44. 1 2  Couch, Aaron; Kit, Borys. . The Hollywood Reporter. 2020-05-08  [2020-05-08]. （原始内容存档于2020-05-08） （美国英语）.
45. 1 2  Thorne, Will. . Variety. 2020-12-04  [2020-12-04]. （原始内容存档于2020-12-04） （美国英语）.
46. ↑  Purslow, Matt. . IGN. 2020-12-04  [2020-12-05]. （原始内容存档于2020-12-05） （美国英语）.
47. ↑  Gemmill, Allie. . Collider. 2020-12-07  [2020-12-22]. （原始内容存档于2020-12-07） （美国英语）.
48. 1 2  Andreeva, Nellie. . Deadline Hollywood. 2020-11-05  [2020-11-06]. （原始内容存档于2020-11-06） （美国英语）.
49. ↑  Vary, Adam B. . Variety. 2020-12-19  [2020-12-19]. （原始内容存档于2020-12-19） （美国英语）.
50. ↑  Bui, Hoai-Tran. . /Film. 2020-12-21  [2020-12-22]. （原始内容存档于2020-12-21） （美国英语）.
51. ↑  Couch, Aaron. . The Hollywood Reporter. 2020-12-18  [2020-12-18]. （原始内容存档于2020-12-18） （美国英语）.
52. 1 2 3 4  Lane, Carly. . Collider. 2021-06-09  [2021-06-09]. （原始内容存档于2021-06-09） （美国英语）.
53. 1 2 3  Opie, David. . Digital Spy. 2021-06-25  [2021-06-27]. （原始内容存档于2021-06-25） （美国英语）.
54. 1 2  Cavanaugh, Patrick. . Comicbook.com. 2021-11-29  [2021-11-29]. （原始内容存档于2021-11-29） （美国英语）.
55. ↑  Dwilson, Stephanie Dube. . Heavy. 2021-03-27  [2021-04-25]. （原始内容存档于2021-03-27） （美国英语）.
56. ↑  Crumlish, Callum. . Daily Express. 2021-07-06  [2021-07-06]. （原始内容存档于2021-07-06） （美国英语）.
57. ↑  Clark, Campbell. . LRM Online. 2021-11-25  [2021-11-25]. （原始内容存档于2021-12-27） （美国英语）.
58. ↑   (PDF). Disney.   [2022-01-22]. （原始内容存档 (PDF)于2022-01-11） （美国英语）.
59. ↑  Turner, George E. . American Cinematographer. 2021-07-22  [2021-07-24]. （原始内容存档于2021-07-23） （美国英语）.
60. ↑  Dick, Jeremy. . MovieWeb. 2021-06-08  [2021-06-08]. （原始内容存档于2021-06-08） （美国英语）.
61. ↑  . Industrial Light & Magic.   [2021-10-01]. （原始内容存档于2021-05-31） （美国英语）.
62. ↑  . Film Music Reporter. 2021-09-22  [2021-09-23]. （原始内容存档于2021-09-22） （美国英语）.
63. ↑  . Film Music Reporter. 2021-09-22  [2021-01-15]. （原始内容存档于2021-11-18） （美国英语）.
64. ↑  . TechRadar. 2021-12-29  [2021-12-29]. （原始内容存档于2021-12-29） （美国英语）.
65. ↑  . Film Music Reporter. 2021-12-28  [2022-01-21]. （原始内容存档于2021-12-29） （美国英语）.
66. 1 2  . Film Music Reporter. 2022-01-20  [2022-01-21]. （原始内容存档于2022-01-21） （美国英语）.
67. 1 2  . Film Music Reporter. 2022-02-10  [2022-02-11]. （原始内容存档于2022-02-12） （美国英语）.
68. ↑  Parker, Ryan. . The Hollywood Reporter. 2021-11-01  [2021-11-08]. （原始内容存档于2021-12-19） （美国英语）.
69. ↑  Porter, Rick. . The Hollywood Reporter. 2021-09-29  [2021-09-29]. （原始内容存档于2021-09-30） （美国英语）.
70. ↑  . StarWars.com. 2021-11-29  [2021-11-29]. （原始内容存档于2021-11-29） （美国英语）.
71. ↑  . The Futon Critic.   [2021-12-30] （美国英语）.
72. ↑  D'Alessandro, Anthony. . Deadline Hollywood. 2022-01-03  [2022-01-06]. （原始内容存档于2022-01-05） （美国英语）.
73. 1 2 3  . Rotten Tomatoes. Fandango Media.   [2022-01-27] （美国英语）.
74. 1 2  . Metacritic. Red Ventures.   [2021-12-30] （美国英语）.
75. ↑  Dominguez, Noah. . Comic Book Resources. 2021-10-20  [2022-01-06]. （原始内容存档于2021-10-24） （美国英语）.

## 外部連結
- 官方网站
- 互联网电影数据库（IMDb）上《波巴·費特之書》的资料（英文）
- 豆瓣电影上《波巴·費特之書》的資料 （简体中文）
- Wookieepedia上的相关条目：《波巴·費特之書》
- 在Disney+上觀看《波巴·費特之書》